# Magu
Magu é um dos oito distritos da região de Mwanza na Tanzânia. Sua população é de aproximadamente 19.062 habitantes. (2004)